# Вербен (Саксония-Анхалт)
Вербен (Елба) (на немски: Werben (Elbe)) е ханза град в Саксония-Анхалт, Германия, с 1142 жители (2015). Намира се на река Елба.